# 8448 Belyakina
8448 Belyakina eller 1976 UT1 är en asteroid i huvudbältet som upptäcktes den 26 oktober 1976 av den ryska astronomen Tamara Smirnova vid Krims astrofysiska observatorium på Krim. Den har fått sitt namn efter Tamara Sergejevna Beljakina.
Asteroiden har en diameter på ungefär tre kilometer.